# Seznam mostů přes Vltavu

## Mosty

### Teplá Vltava

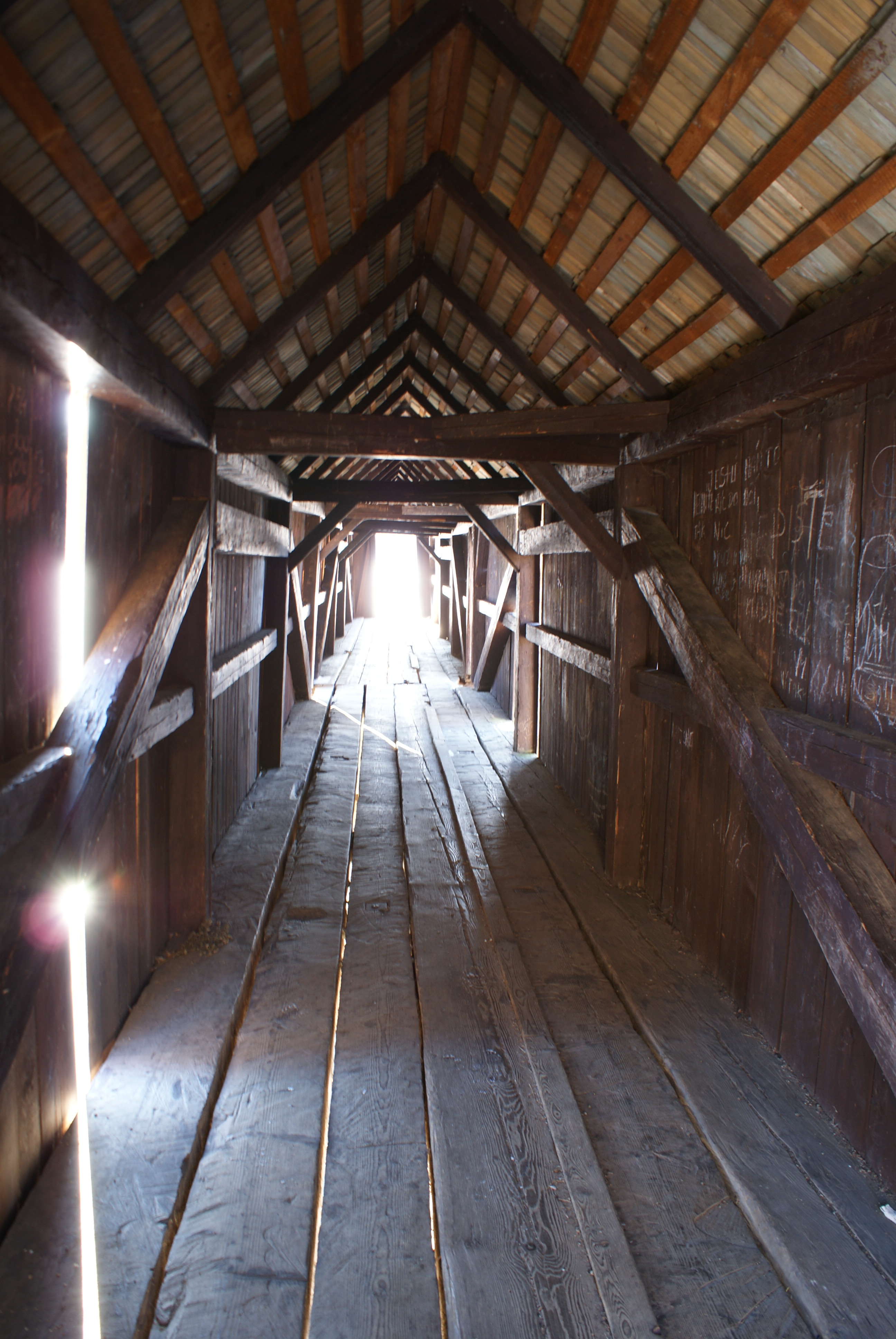
vnitřek Rechle v Lenoře

- můstek před soutokem s Černohorským potokem
- můstek Lesní Chalupy
- můstek boční ulice ve Kvildě
- 2 mosty se silnicí II/167 u Františkova
- most Svinná Lada (silnice II/167)
- most Borová Lada (silnice II/167)
- most Polka [1]
- most cesty u Račí
- silniční most Horní Vltavice (silnic č. 4) [2]
- silniční most u žel. zast. Lenora (silnice II/141)
- Rechle - krytá dřevěná lávka z Lenory do lesa [3]
- Soumarský Most (silniční)
- železniční most Dobrá na Šumavě (trať Černý Kříž – Volary)

### Studená Vltava
- silniční most Haidmühle
- silniční most Stožec
- železniční most Černý Kříž (trať Černý Kříž – Volary)
- dřevěný obloukový most Černý Kříž pro pěší a cyklisty

### Nad Lipenskou přehradou
- most na cestě Pěkná – žel. zast. Pěkná
- silniční most Nová Pec – Bělá
- železniční most Nová Pec – Hory
- most přes rameno nádrže v ústí Olšiny, Černá v Pošumaví (silnice č. 163)
- most přes rameno nádrže v ústí Náhlovského potoka, Frymburk (silnice č. 163)

### Pod Lipenskou nádrží

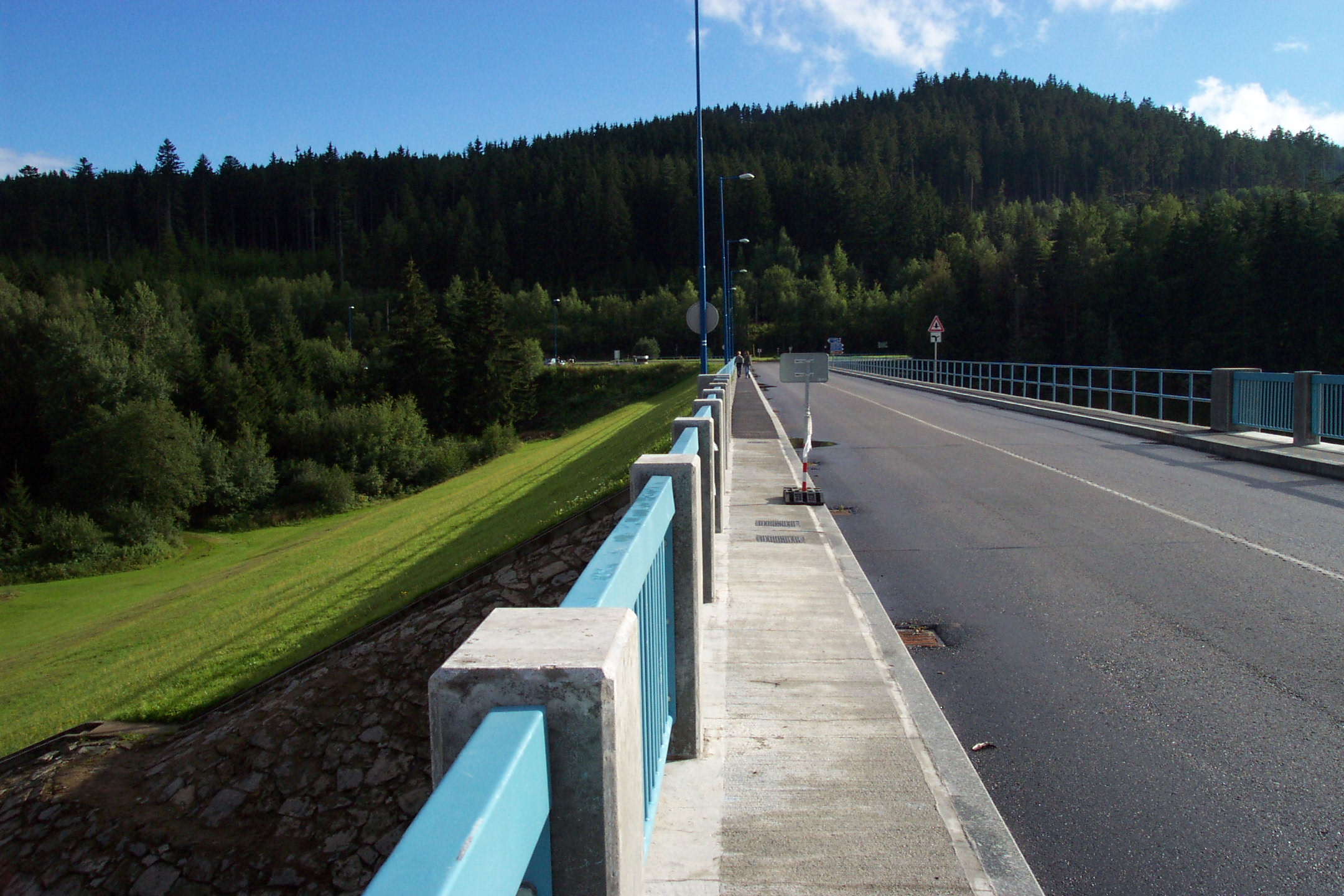
silnice po koruně hráze přehrady Lipno I

- řkm 329,5 přehrada Lipno I, silnice II/163 po koruně hráze
- první most Loučovice (kapličky)
- druhý most Loučovice (východně od nádraží)
- řkm 318,7 silniční most Vyšší Brod [4]
- řkm 318,5 pěší lávka Vyšší Brod
- další lávka Vyšší Brod
- řkm 317,4 železniční most Vyšší Brod
- řkm 318,7 kamenný silniční most Rožmberk nad Vltavou (silnice II/160) [5]
- řkm 307,1 pěší lávka Rožmberk nad Vltavou
- řkm 295,9 silniční most Zátoň
- řkm 289,5 silniční můstek u žel. vlečky (Dobrné – Spolí)
- řkm 289,4 pěší lávka
- řkm 288,0 pěší lávka Větřní

### V Českém Krumlově

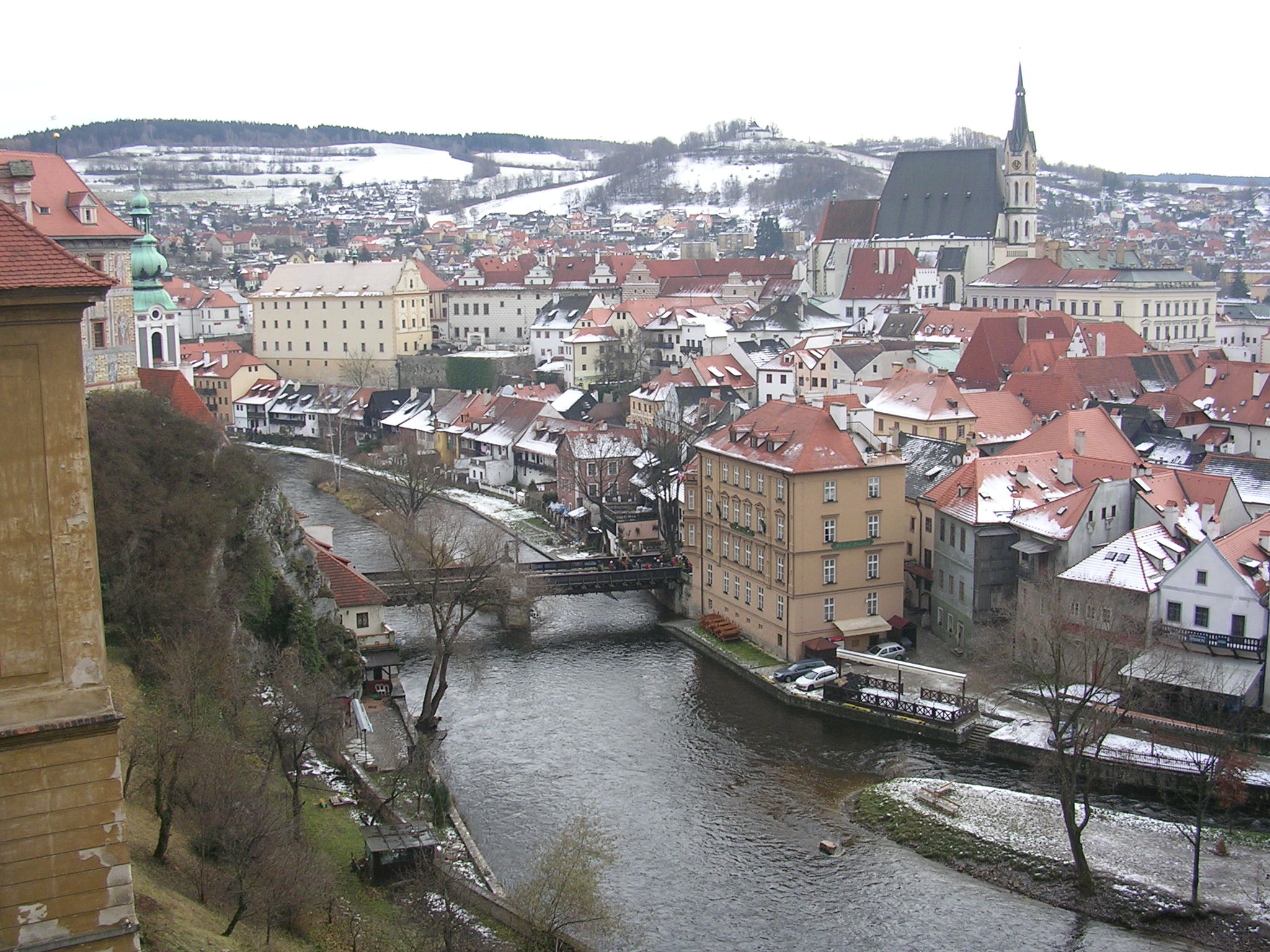
Lazebnický most v Českém Krumlově

- řkm 284,9 krytá dřevěná pěší lávka k ul. Tiché, Český Krumlov (Na Rechlích) [6]
- řkm 284,2 most U Zelené ratolesti, mezi ul. Objížďková a ul. 5. května (sil. II/160)[7]
- řkm 283,6 most v prodloužení ul. Linecké
- řkm 282,8 most Dr. E. Beneše, jižně od Hradební ul., centrum
- řkm 283,6 Jelení lávka, dvojice mostů (lávek) z obou stran ostrova [8]
- řkm 282,8 Lazebnický most (dřevěný, silniční), mezi ul. Latrán a Radniční ul, centrum [9]
- řkm 282,2 lávka v úrovni Nemocniční ul.
- řkm 281,5 most mezi ul. U Poráků - Pivovarská (U Jatek) [10]
- řkm 281,4 silniční most (Most Čsl. armády?, Porákův most), Objížďková ul. (sil. II/160 a II/157)  Archivováno 21. 7. 2020 na Wayback Machine.
- řkm 281,2 pěší most od kruhového objezdu Budějovické ul., Nádražní Předměstí
- řkm 280,6 most u čističky odpadních vod

### Mezi Českým Krumlovem a Českými Budějovicemi
- řkm 270,4 most Rájov (silnice II/159) [11]
- řkm 268,7 dřevěný most Zlatá Koruna
- řkm 248,8 silniční most Boršov nad Vltavou
- řkm 248,5 železniční most Poříčí (Boršov nad Vltavou)
- řkm 246,2 most Planá – Včelná (silnice I/3)

### V Českých Budějovicích
- pěší lávka u Meteoru
- pěší lávka E. Pittera

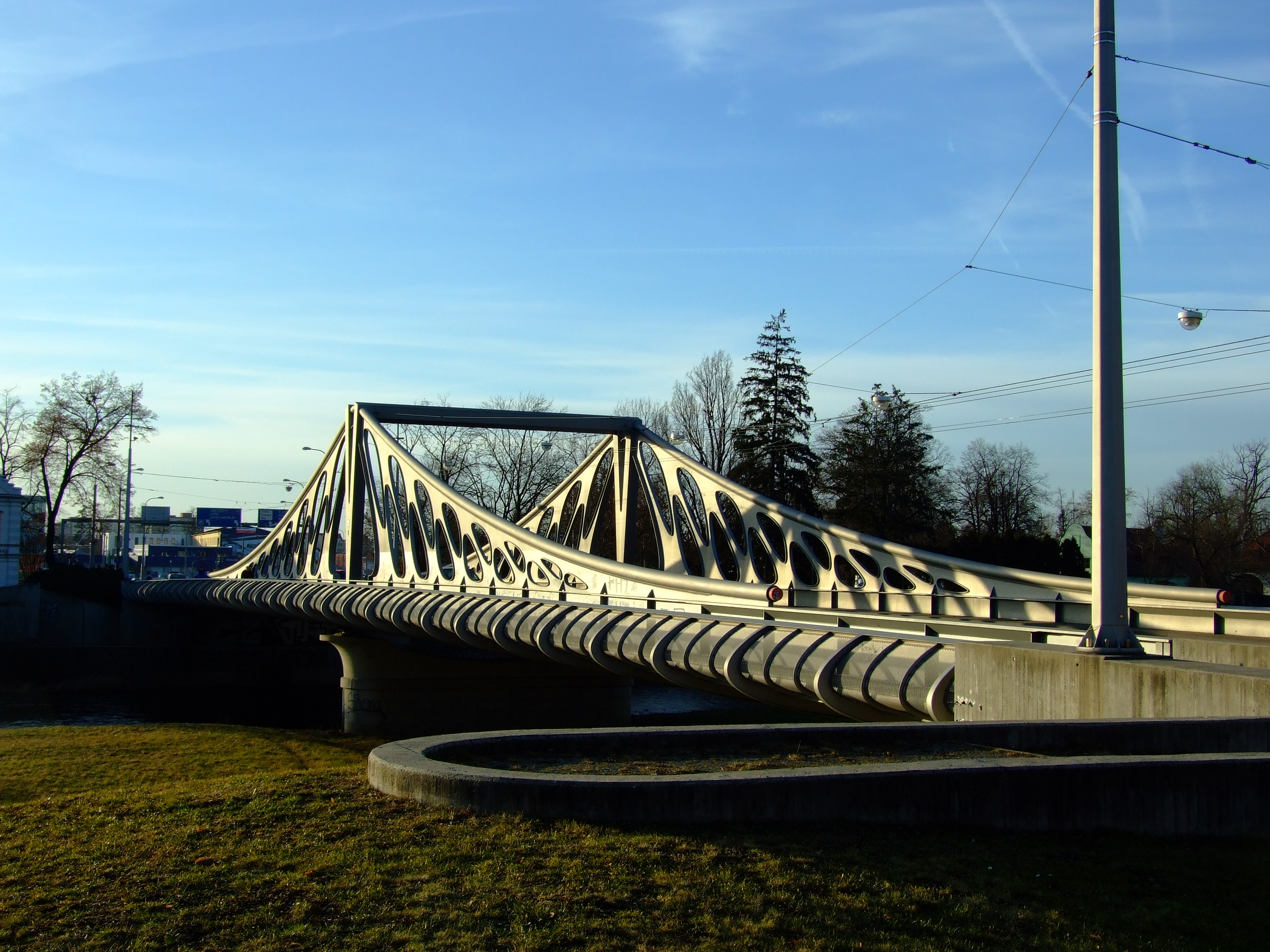
Dlouhý most v Českých Budějovicích

- řkm 240,6 Litvínovický most (České Budějovice, Mánesova ulice)
- pěší lávka k zimnímu stadionu HC Mountfield
- most na Sokolský ostrov[12]
- řkm 239,4 Dlouhý most (Husova ul.) [13]
- řkm 237,7 Dlouhá lávka - pro pěší u Pražského sídliště [14]
- řkm 237,4 most (silnice I/3 ulice Strakonická)

### Pod Českými Budějovicemi
- řkm 232,6 Železniční most u Bavorovic (Hluboká nad Vltavou - České Budějovice)
- řkm 228,4 most Hluboká nad Vltavou (silnice II/146)
- řkm 210,39 přehrada Hněvkovice, silnice po koruně hráze
- řkm 205,1 most Týn nad Vltavou (silnice I/23 a II/105) [15]
- řkm 204,7 most Týn nad Vltavou [16]

### Na Orlické nádrži

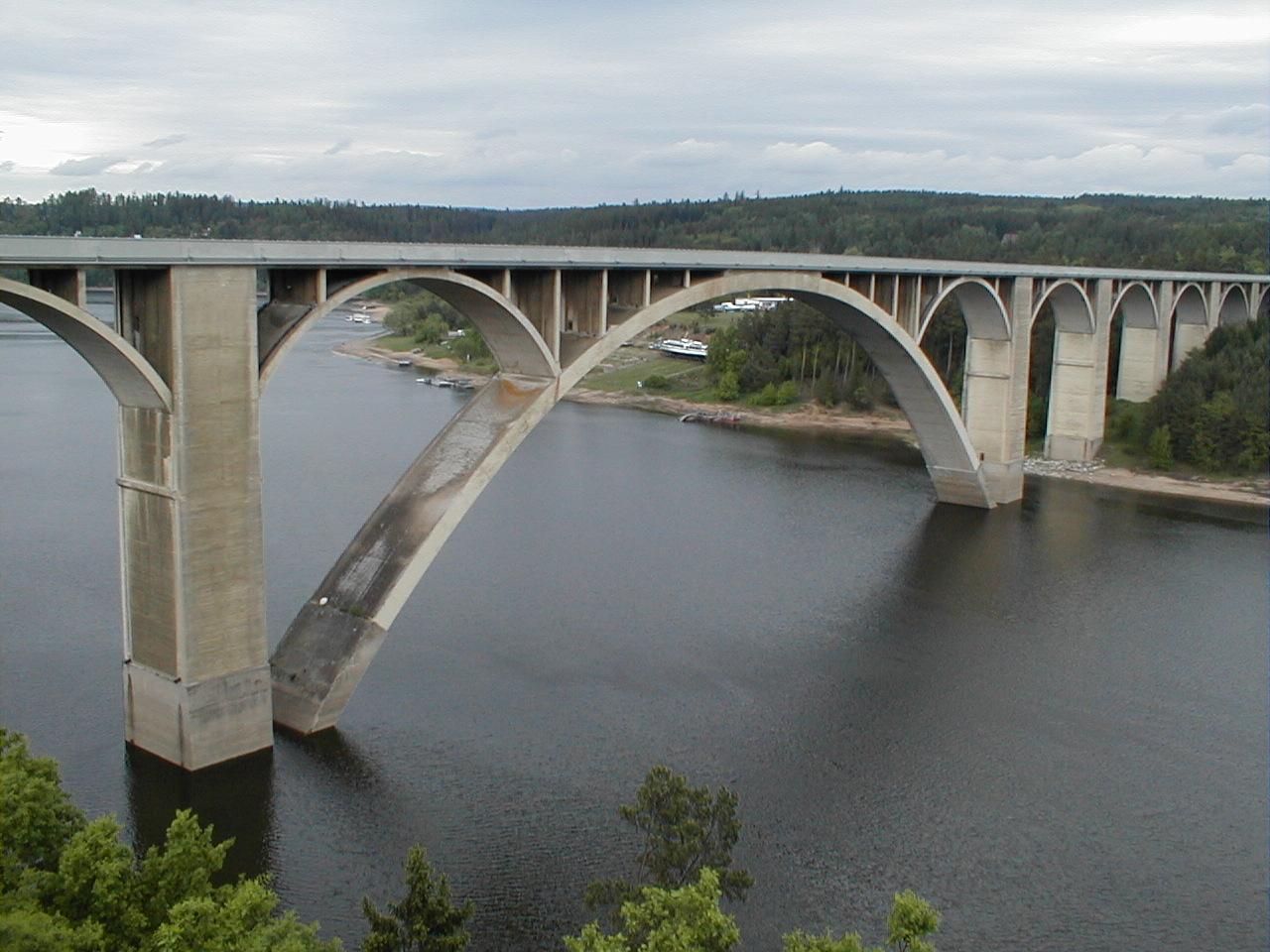
Podolský most

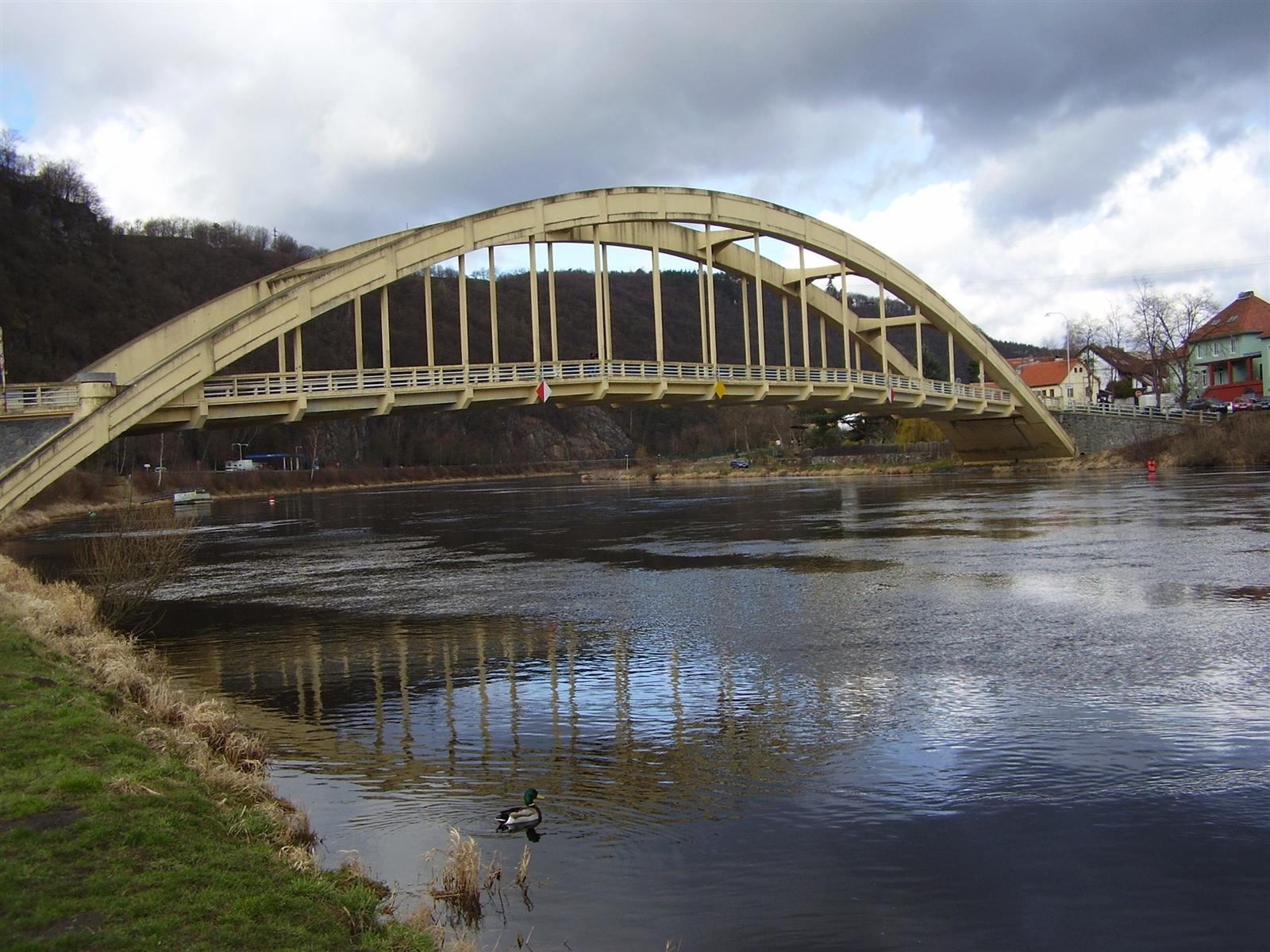
Most Dr. Eduarda Beneše ve Štěchovicích

- řkm 182,5 Podolský most (silnice I/29, Temešvár – Podolsko)
- řkm 179,2 Schwarzenberský železniční most (Vlastec – Červená nad Vltavou)
- řkm 179,2 Starý železniční most u Červené nad Vltavou[17]
- řkm 172,5 Zvíkovský vltavský most (silnice II/121) [18]
- řkm 159,9 Žďákovský most (silnice I/19, Orlík nad Vltavou – Kostelec nad Vltavou) [19]
- řkm 144,65 přehrada Orlík, silnice po koruně hráze

### Pod Orlickou přehradou
- řkm 143,8 most u Solenice
- řkm 133,6 most Kamýk nad Vltavou (silnice č. 118) [20][21]

### Na Slapské nádrži
- řkm 128,9 Vestecký most (silnice I/18) [22]
- řkm 115,3 Cholínský most (silnice II/119) [23]
- řkm 100,3 Živohošťský most (silnice II/114)
- řkm 91,61 přehrada Slapy, silnice po koruně hráze

### Mezi Slapskou přehradou a Prahou
- řkm 82,7 štěchovický most (Most Dr. Eduarda Beneše, silnice I/106)
- řkm 78,1 most Davle-Sázava – Davle (silnice I/104)
- řkm 77,9 starý most Davle-Sázava – Davle [24]
- řkm 73,6 železniční most Skochovice–Měchenice (Trať 210)[25]

### Pod Prahou
- řkm 32,1 pěší lávka v Řeži

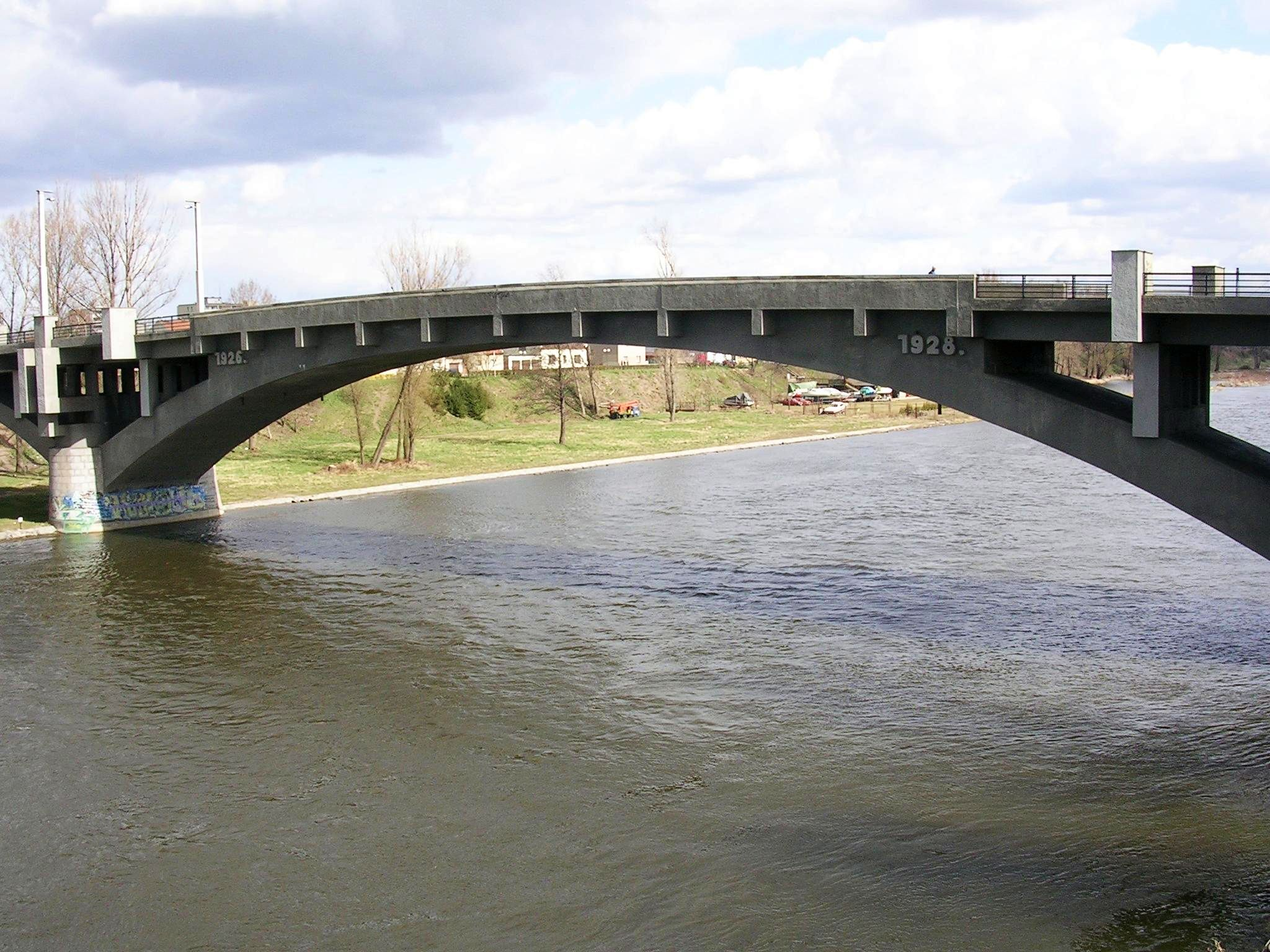
most T. G. Masaryka v Kralupech nad Vltavou

- řkm 24,0 železniční most Kralupy nad Vltavou–Chvatěruby [26]
- řkm 23,6 bývalý železniční most (pilíře)
- řkm 23,0 potrubní most
- řkm 22,1 most T. G. Masaryka Kralupy nad Vltavou, Lobeč-Lobeček [27]
- řkm 22,05 lávka pro pěší a cyklisty Kralupy nad Vltavou, za mostem T. G. Masaryka [28]
- potrubní most Nelahozeves[29]
- řkm 18,0 most Veltrusy–Nelahozeves (pro pěší), tzv. jezový most Miřejovice [30]
- řkm 17,4 most Veltrusy–Podhořany (silnice II/608)
- řkm 14,0 dálniční most Všestudy–Nová Ves (dálnice D8)
- lávka Vraňany přes plavební kanál Mělník–Vraňany
- most Lužec nad Vltavou (směr Vraňany a Horní Beřkovice) přes plavební kanál Mělník–Vraňany [31]
- lávka Chramostek (Lužec nad Vltavou) přes plavební kanál Mělník–Vraňany
- lávka Zálezlice–Vrbno přes Vltavu
- řkm 5,2 horkovod poblíž Zálezlic
- most Vrbno–Hořín přes plavební kanál Mělník–Vraňany [32]